# Lamprocapnos spectabilis
Lamprocapnos spectabilis hay Huyết tâm là một loài thực vật có hoa trong họ Anh túc. Loài này được (L.) Fukuhara mô tả khoa học đầu tiên năm 1997.
Hoa này còn được mang tên là "Trái tim rỉ máu" (bleeding heart) trong tiếng Anh, "Trái tim nước mắt" (Tränendes Herz) trong tiếng Đức và "Trái tim Marie" (Cœur de Marie) trong tiếng Pháp.
Lamprocapnos spectabilis thường thấy tại Hàn Quốc, và ở phía bắc và phía tây của Cộng hòa Nhân dân Trung Hoa trong các khu rừng ẩm và sáng ở độ cao 30-2400 mét. Tại đồng bằng, hoa thường được trồng như hoa vườn và ít khi mọc hoang dã.
Mùa hoa nở là vào tháng 5 và tháng 6, tuy hiếm nhưng đôi khi cũng nở vào tháng 4.

## Hình ảnh

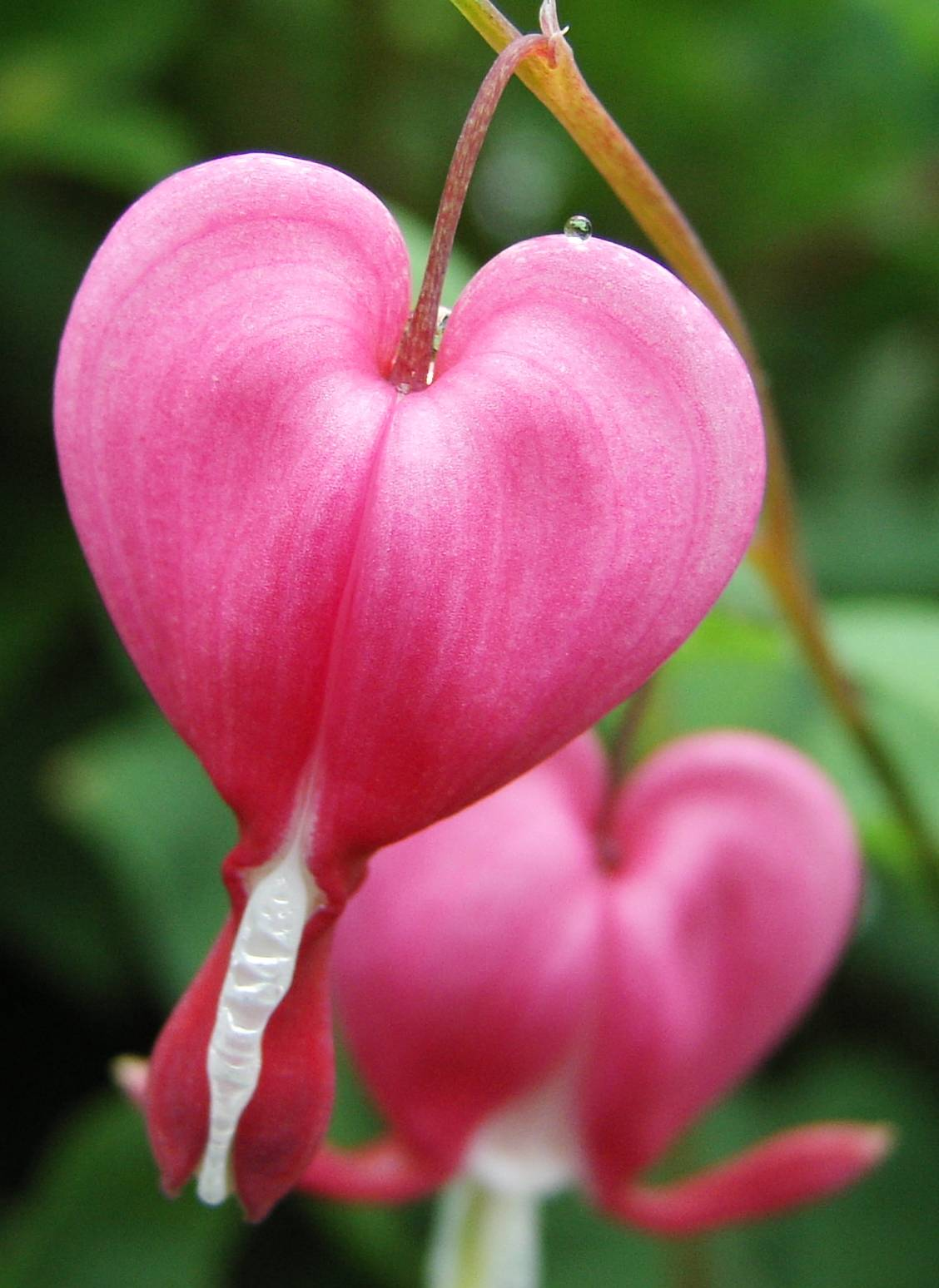
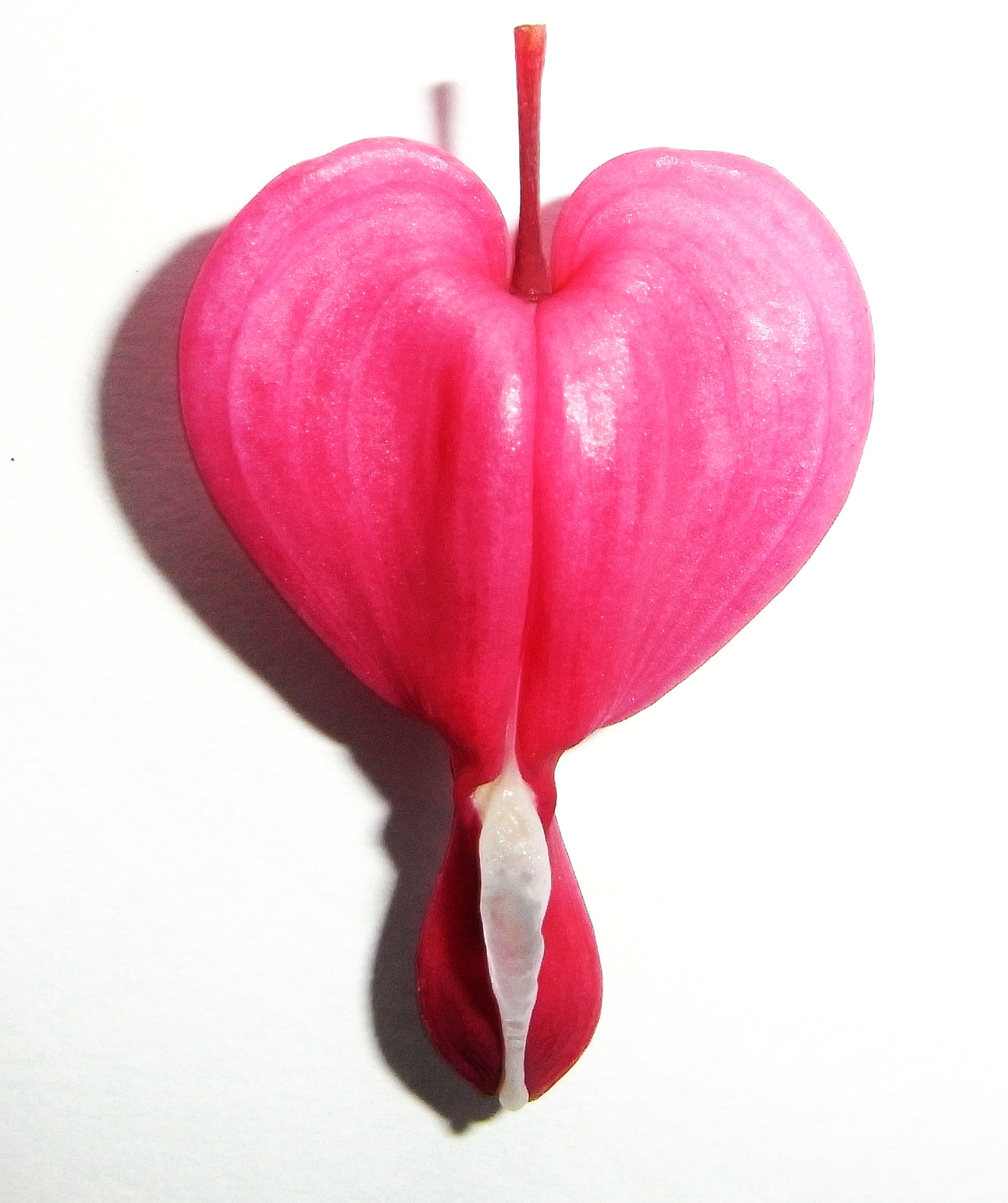
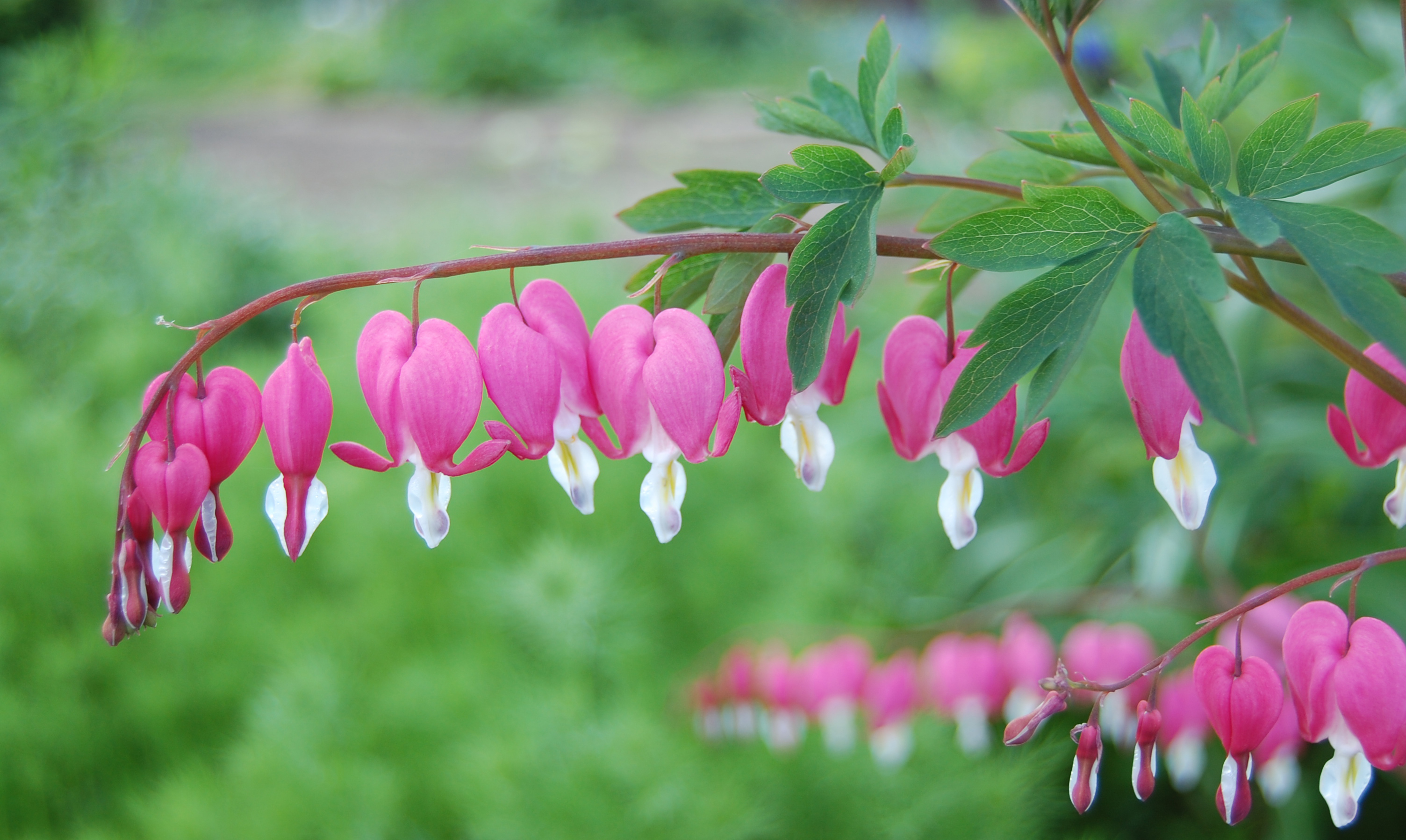
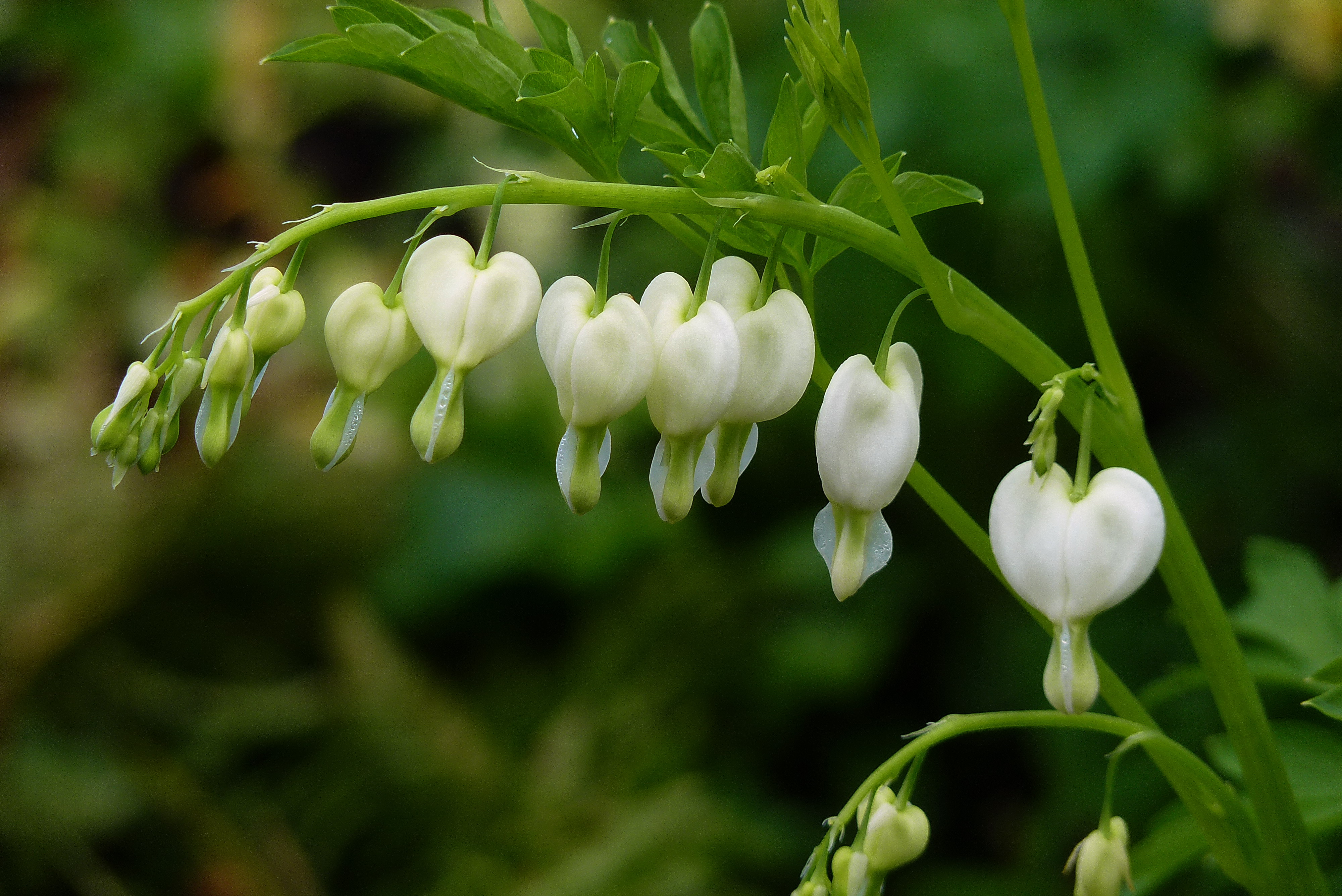
Hoa màu trắng
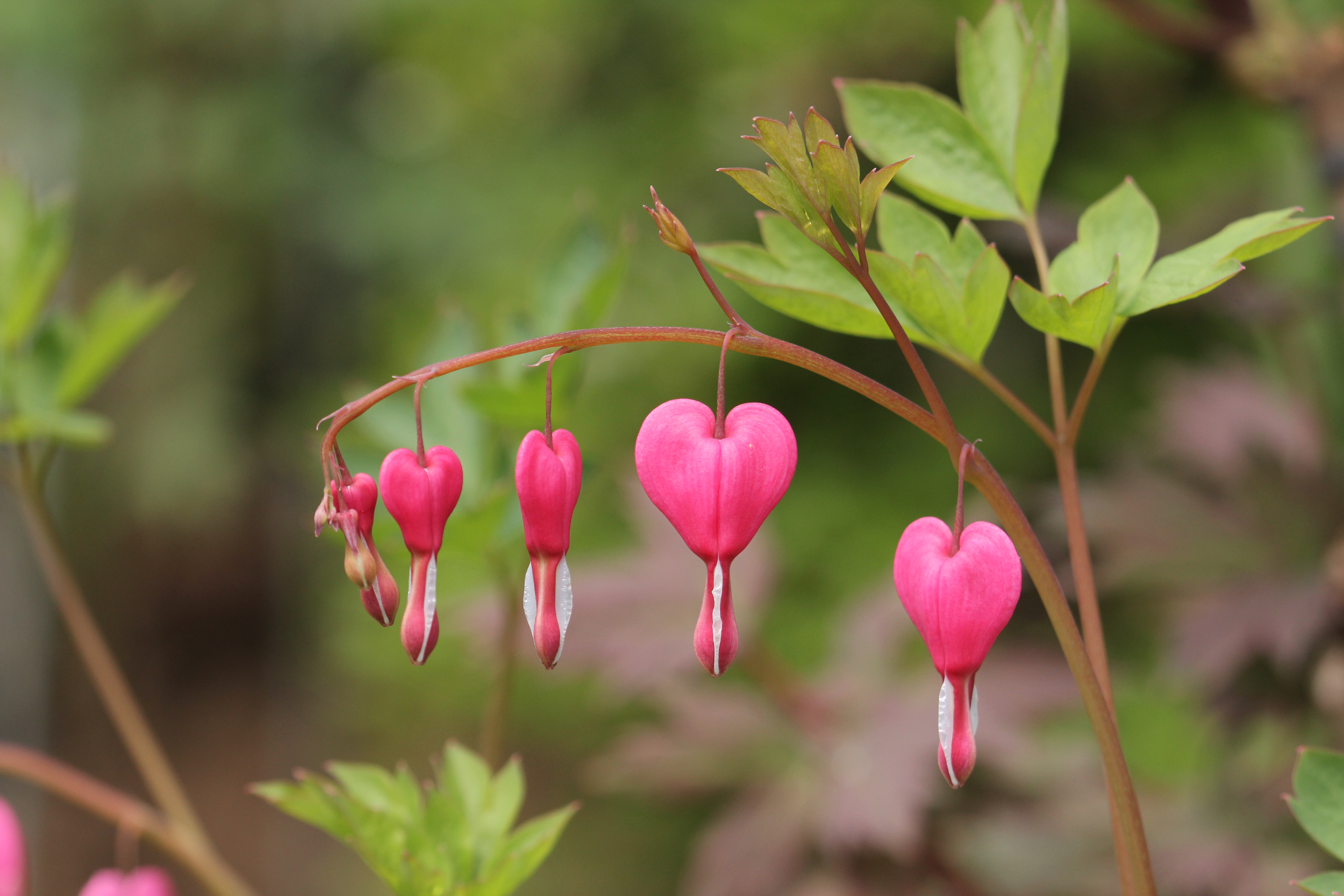
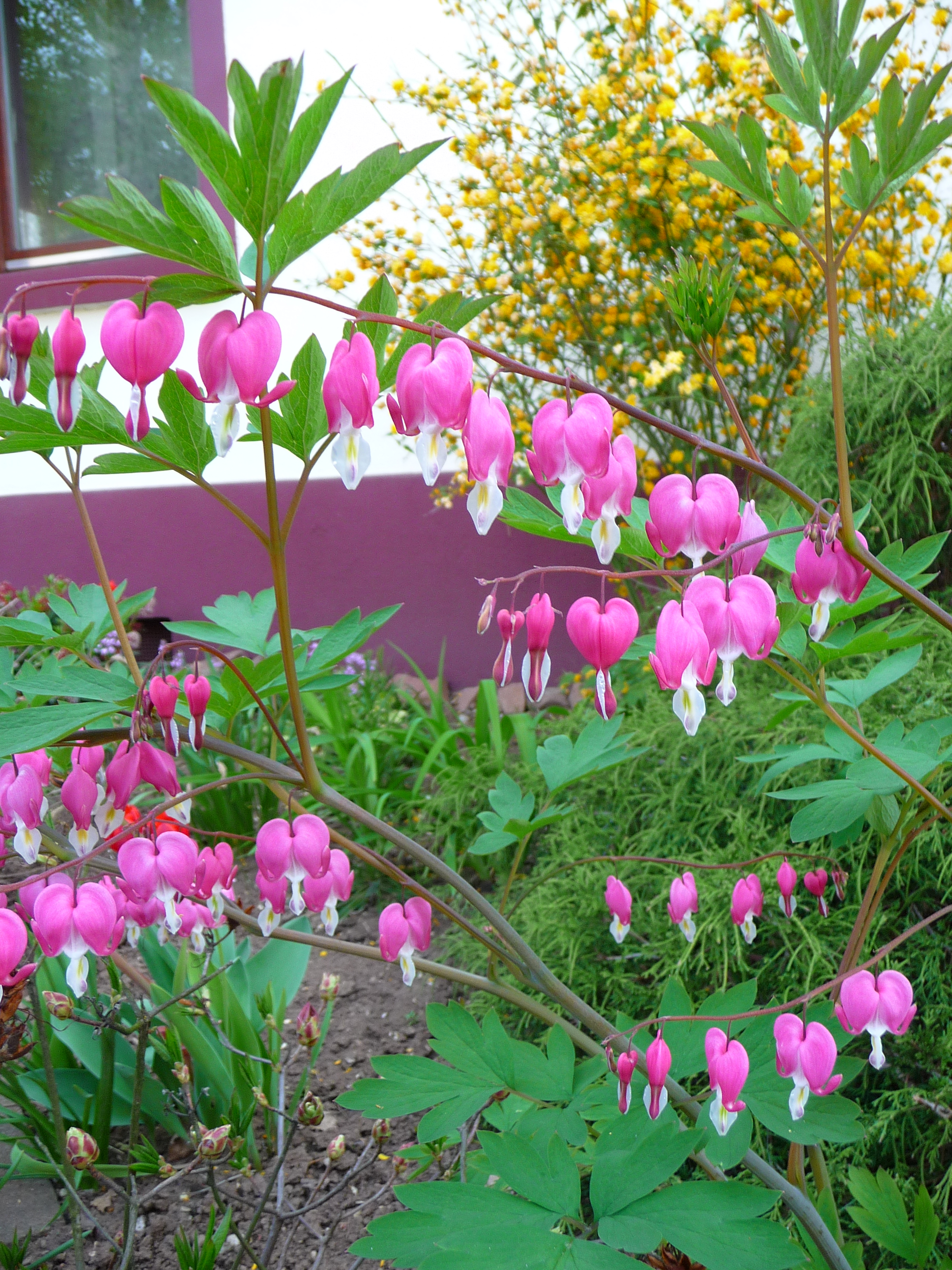
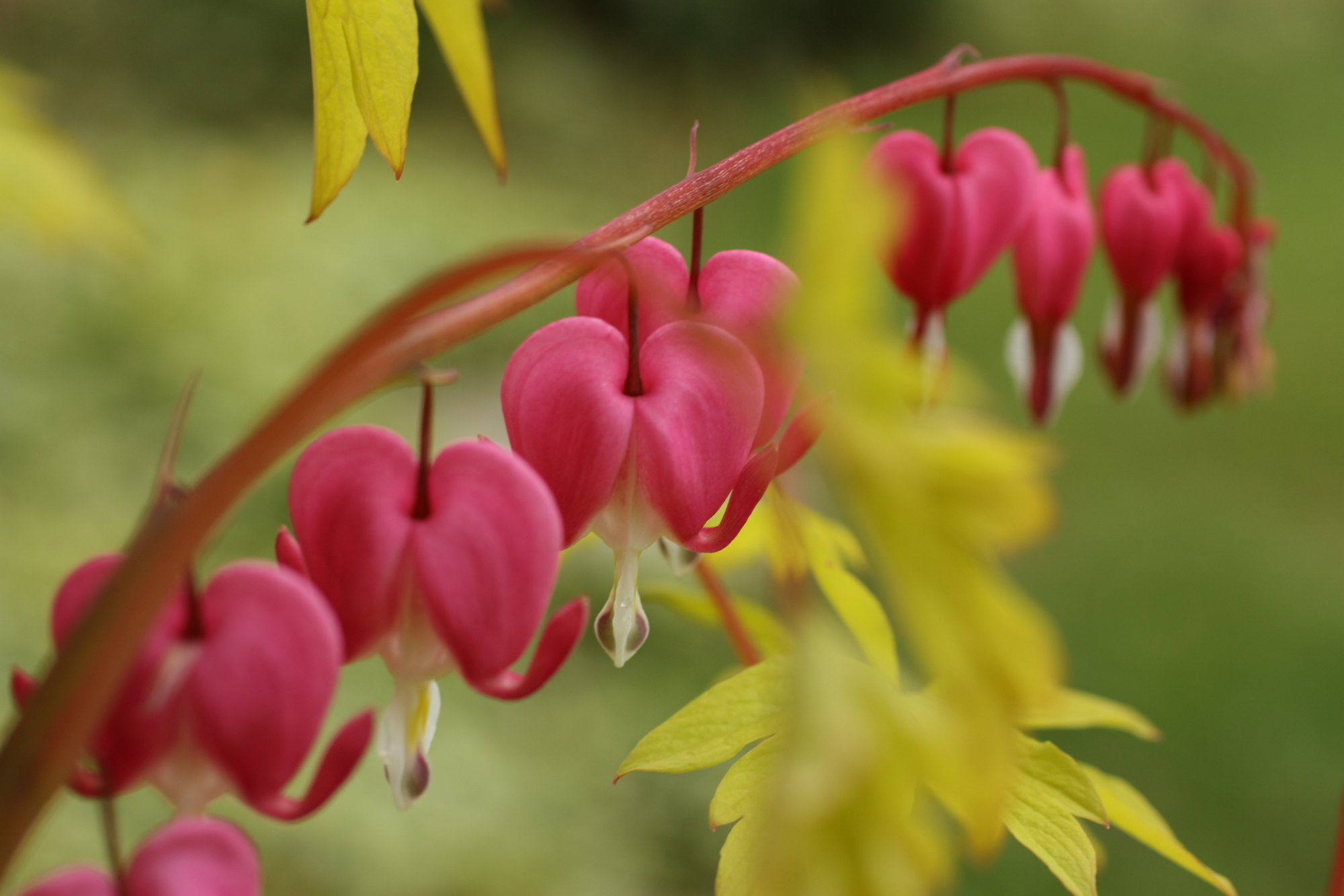
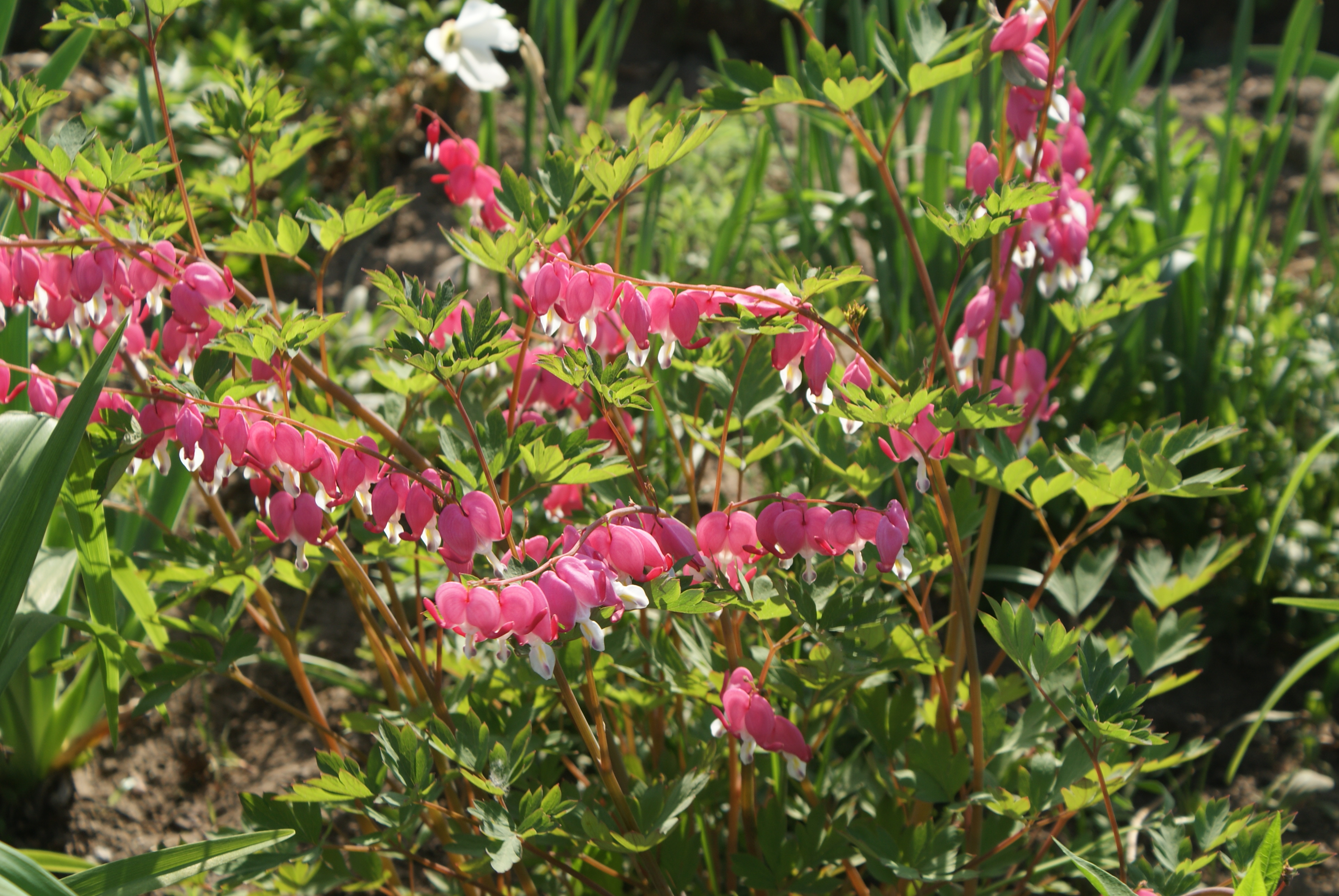